# Spaniens MotoGP 2005
Spaniens MotoGP 2005 var den första deltävlingen i Roadracing-VM 2005 och kördes på Circuito de Jerez.

## MotoGP
Valentino Rossi inledde sin jakt på en femte raka VM-titel på bästa sätt när han vann inledningsloppet i Jerez. Han var hela åtta sekunder före tvåan Sete Gibernau, vilket indikerade en repris på året innan, då dessa två var de två snabbaste. Ducatis första helg med Bridgestone slutade inte särskilt lyckat, då Carlos Checa (bäste Ducatiförare) blev tia. Bäste Bridgestoneförare blev överraskande Shinya Nakano på femteplatsen.

### Resultat
| Plats | Förare          | Märke     | Grid | Kvaltid  |
| ----- | --------------- | --------- | ---- | -------- |
| 1     | Valentino Rossi | Yamaha    | 1    | 1.39,419 |
| 2     | Sete Gibernau   | Honda     | 2    | 1.39,915 |
| 3     | Marco Melandri  | Honda     | 3    | 1.40,179 |
| 4     | Alex Barros     | Honda     | 8    | 1.40,720 |
| 5     | Shinya Nakano   | Kawasaki  | 5    | 1.40.542 |
| 6     | Troy Bayliss    | Honda     | 9    | 1.40,774 |
| 7     | Max Biaggi      | Honda     | 16   | 1.41,233 |
| 8     | Makoto Tamada   | Honda     | 7    | 1.40,707 |
| 9     | Colin Edwards   | Yamaha    | 15   | 1.41,176 |
| 10    | Carlos Checa    | Ducati    | 12   | 1.40,948 |
| 11    | Alex Hofmann    | Kawasaki  | 10   | 1.40,812 |
| 12    | Toni Elías      | Yamaha    | 13   | 1.41,029 |
| 13    | Loris Capirossi | Ducati    | 6    | 1.40,648 |
| 14    | John Hopkins    | Suzuki    | 11   | 1.40,825 |
| 15    | Roberto Rolfo   | Ducati    | 18   | 1.43,523 |
| 16    | James Ellison   | Blata     | 21   | 1.44,833 |
| 17    | Franco Battaini | Blata     | 19   | 1.44,576 |
| 18    | Rubén Xaus      | Yamaha    | 17   | 1.42,286 |
| 19    | Nicky Hayden    | Honda     | 4    | 1.40,465 |
| 20    | Kenny Roberts   | Suzuki    | 14   | 1.41,058 |
| 21    | Shane Byrne     | Proton KR | 20   | 1.44,728 |